# Francesco Malagni
Francesco Malagni (Bergamo, 25 febbraio 1902 – Bergamo, 12 agosto 1958) è stato un dirigente sportivo e calciatore italiano, di ruolo centrocampista.

## Carriera
Cresciuto nella Virescit Bergamo, passò all'Atalanta con cui debuttò in prima squadra dopo una stagione passata nella squadra riserve.
Tutto il resto della sua carriera si svolse con i colori neroazzurri, vestiti per nove anni. Le presenze accertate sono 47, anche se si presume possano essere di più, a causa della carenza di archivi storici.
Alla prematura interruzione della carriera di calciatore, forzata da un incidente di gioco subito in una gara sul campo della Fiumana, entrò a fare parte dei quadri dirigenziali della stessa società orobica.

## Palmarès

### Club

#### Competizioni nazionali
- Seconda Divisione: 1

Atalanta: 1922-1923
- Prima Divisione: 1

Atalanta: 1927-1928